# Österreichischer Tennisverband
Der Österreichische Tennisverband (ÖTV) wurde 1902 gegründet und ist der Dachverband der österreichischen Tennis-Landesverbände und deren Vereine. Der Hauptsitz befindet sich in Vösendorf bei Wien.

## Organisation
Der Österreichische Tennisverband hat 190.002 Mitglieder (Stand 2021) und besteht aus neun Landesverbänden. Jedes Bundesland besitzt einen Landesverband, der wiederum in Vereine unterteilt ist. Jeder Landesverband führt eigene Ranglisten, genauso wie der ÖTV fürs gesamte Österreich.

## Geschichte des ÖTV

### Bis zur Gründung 1902
Der Österreichische Tennisverband wurde im Jahr 1902 gegründet, wobei die Geschichte des Tennis in Österreich ältere Wurzeln hat. Bereits im 16. Jahrhundert wurde in Ballhäusern in Wien, Graz, Linz, Salzburg und Innsbruck gespielt. Damals jedoch noch der Vorläufer des "modernen" Tennis", das Jeu de Paume, bei welchem man mit der Handinnenfläche den Ball schlägt. In einem Trakt der Wiener Hofburg wurde 200 Jahre gespielt, bis 1741 die Umwidmung des Ballhauses zum Wiener Burgtheater durch Kaiserin Maria Theresia erfolgte. Stattdessen wurde am Wiener Ballhausplatz (Sitz des heutigen Bundeskanzleramtes) eine neue Heimstätte geschaffen. Durch einige Neuerungen (Gummibälle, Holzschläger und Netz) näherte sich das Spiel dem modernen Tennis an. Auch die damalige Zählweise blieb bis heute beinahe unverändert.
Berichte zeugen von, seit 1877 regelmäßig ausgetragenen, Schaukämpfen mit der Teilnahme britische Spitzenspieler. Diese trugen zur Popularisierung des Sportes bei. 1884 wurde auf private Initiative die erste Österreichische Meisterschaft abgehalten, wobei die ersten Sieger aus England stammten und es erst Kurt von Wessely 1909 schaffte, den österreichischen Meistertitel zu gewinnen. Nun folgten Gründungen von Vereinen in den restlichen Bundesländern: 1892 die des "Grazer Athletiksport-Klubs" (GAK) mit einer Tennissektion ab 1902, 1897 des "Wiener Athletiksport Clubs" (WAC), 1899 in Baden, 1900 die Tennissektion des "Wiener Bicycleclubs" (der spätere "Wiener Parkclub"). In Kärnten entstand das "Lawn Tennis-Turnierkomitee Pörtschach". Um diese einzelnen Vereine zu vereinigen, wurde 1902 der "Österreichische Lawn Tennisverband" in Hütteldorf (Wien) gegründet. Dieser hatte seinen Hauptsitz in der Wiener Infanterie-Kadettenschule. Durch diesen Zusammenschluss der Vereine zum ÖTV konnten erstmals offizielle Länderspiele ausgetragen werden. Erster Gegner war Deutschland und wurde mit 8:7 in Wien besiegt.

### 1902 bis 1945
Arthur Zborzil (WAC) und der Prager Fritz Felix Pipes gewannen 1912 bei den Olympischen Spielen in Stockholm (Schweden) Silber im Tennisdoppel, welche die einzige olympische Medaille im Tennis bedeutete. Österreich war auch am 1. März 1913 bei der Gründung des Internationalen Tennisverbandes (ITF) vertreten. Trotzdem sank in der Ersten Republik nach 1918 die Bedeutung des Tennis im österreichischen Sportgeschehen. Die Davis-Cup-Erfolge blieben aus. Dazu eine kurze Statistik: In der ersten Hälfte des 20. Jahrhunderts erreichten die österreichischen Tennisspieler nur sechsmal den Einzug in die dritte Runde.
Franz Matejka war zwischen 1926 und 1934 mit sechs Staatsmeistertiteln die absolute Nummer 1 in Österreich. Sein Können bewies er in einem Schaukampf gegen den US-amerikanischen zehnfachen Grand-Slam-Sieger William Tilden in Wien. Matejka verlor in drei Sätzen mit 2:6, 5:7 und 5:7. Zu Beginn der 1930er drangen Adam Baworowski und Georg von Metaxa in die nationale Spitze vor. 1935 kam der damals 20-jährige Hans Redl hinzu. Nach dem Anschluss Österreichs an Deutschland musste Baworowski nach Polen fliehen. Redl und Metaxa standen dagegen gemeinsam im großdeutschen Davis-Cup-Team, siegten 1938 in der Europazone, unterlagen aber im Finale gegen die USA. Der Zweite Weltkrieg endete für einige Tennisspieler tragisch: Metaxa starb bei einem Artillerieangriff an der Westfront im Dezember 1944, Baworowski ist ein Vermisster der Schlacht von Stalingrad.

### 1946 bis 1985
Hans Redl feierte nach der Rehabilitation einer Amputation des linken Arms, welche durch eine Gewehrkugel verursacht wurde, ein internationales Comeback. 1947 war er der erste Österreicher seit 1937, der zu den Wimbledon Championships eingeladen wurde. Er scheiterte im Achtelfinale gegen den Amerikaner Bob Falkenburg und sechs Jahre später (1953) im Viertelfinale des Doppelbewerbes. Redl war auch Präsident des ÖTV und verstarb 1976.
Fred Huber († 1972) besiegte in England den Australier Lew Hoad, scheiterte jedoch an anderen Österreichern, wie zum Beispiel Franz Saiko, der mit Hans Redl 1954 bis Achtelfinale von Wimbledon vorstieß. Saiko spielte sehr selten im Ausland, blieb in Österreich aber beinahe ungeschlagen. Im Davis Cup feierte er Siege gegen die Briten Mike Sangster und Bobby Wilson. Bei den Damen war Sonja Pachta zu dieser Zeit auf nationaler Ebene sehr erfolgreich und holte von 1956 bis 1975 52 Meistertitel (davon 19 im Tenniseinzel). Sie erreichte 1962 im Einzelbewerb das Achtelfinale und im Mixed-Doppel mit Peter Pokorny das Viertelfinale von Wimbledon.
In Kitzbühel veranstaltete Walter Föger, der damalige Generalsekretär des ÖTV, den „Alpenländercup“, bei dem ab 1960 Weltklassespieler um den Sieg mitspielten. Internationale Turniere gibt es seit dieser Zeit in Wien für das Herren- und in Pörtschach für das Damentennis, welche bis in die Gegenwart Bestand haben.
Nach Einführung des Federation Cups (Fed Cup) zum 50-jährigen Jubiläum der ITF für das Damentennis war Österreich seit Beginn dabei.
Im Jahr 1973 wurde das Leistungszentrum in der Südstadt (Maria Enzersdorf) errichtet. Dieses diente als Vorbild für regionale Zentren in den Bundesländern. Ab 1974 stand das Turnier in der Wiener Stadthalle (heute BA-CA Tennis Trophy) auf dem Programm, wobei der ÖTV eine Beteiligung daran aber ablehnte.
Der Österreichische Tennisverband zählte zu dieser Zeit ca. 50.000 Mitglieder.
Der Kärntner Hans Kary konnte ab 1967 Erfolge gegen Weltklassespieler wie Ilie Năstase, Rod Laver, Manuel Orantes, Ken Rosewall oder Ivan Lendl feiern.
Kary verhalf dem österreichischen Tennis zum Durchbruch. Sein Rivale zur damaligen Zeit war der nur um zwei Jahre jüngere Peter Feigl, der spätere Turnierchef der BA-CA Tennis Trophy. Feigl erreichte in seiner aktiven Laufbahn Rang 40 in der Weltrangliste und gewann 1980 als erster Österreicher ein Grand Prix-Turnier, das Turnier in Cleveland.

### 1985 bis 1999: Die Ära Thomas Muster
Den größten Tennisboom Österreichs lösten die Davis-Cup-Erfolge von Thomas Muster, Alex Antonitsch und Horst Skoff († 2008) aus. Der Einzug in die Weltgruppe gelang mit dem glatten 5:0-Sieg gegen Großbritannien 1988. Es folgte ein weiteres 5:0 gegen Australien in Wien. Nach dem Ausfall Musters aufgrund seiner schweren Verletzung in Key Biscayne 1989 verlor Österreich gegen Schweden im Viertelfinale mit 2:3. Horst Skoff brauchte für seinen Sieg gegen Mats Wilander (9-7 im 5. Satz) 6 Stunden und 4 Minuten.
Nach Thomas Musters Comeback 1990 wurde die Erfolgsserie fortgesetzt: 3:2 gegen Spanien in Barcelona, 5:0 gegen Italien in Wien. Es folgte der erstmalige Einzug ins Davis-Cup-Semifinale gegen die USA, welches Österreich vor ca. 17.000 Zusehern im Wiener Ernst-Happel-Stadion mit 2:3 verlor. Der Leibnitzer Thomas Muster erreichte nach seinem Triumph bei den French Open in Paris 1995 gegen Michael Chang den ersten und einzigen Grand-Slam-Titel im Tennis-Einzel und war ab dem 12. Februar 1996 für insgesamt sechs Wochen die Nummer 1 der Tennisweltrangliste.

### 1999 bis 2004
Weitere Davis-Cup-Highlights: Stefan Koubek und Markus Hipfl gelang in Pörtschach 1999 mit dem 3:2 gegen Schweden der Aufstieg in die Weltgruppe; 2002 schafften Stefan Koubek, Jürgen Melzer, Julian Knowle und Alexander Peya gegen Belgien erneut die Rückkehr in die Weltgruppe, 2004 blieben sie – beim Debüt von Thomas Muster als Davis-Cup-Captain – unter den Top 16 der Welt nach einem weiteren 3:2-Krimi gegen Großbritannien.
Österreichs Damen waren in dieser Phase als Team wesentlich erfolgreicher als auf WTA-Turnieren. Ab 1983 erreichte Judith Wiesner zweimal das Viertelfinale von Wimbledon und spielte 40 Mal im Federationcup, mit Siegen u. a. über Mandliková, Jana Novotná, Sanchez, Jennifer Capriati und Iva Majoli. Sie übertraf damit Petra Huber. Nur Barbara Paulus war mit Siegen über diese und weitere Spielerinnen ähnlich erfolgreich. Als sie ihre Karriere verletzungsbedingt beenden musste, war sie die erste Österreicherin mit einem Top-Ten-Rang im Laufe der Karriere (WTA 10; 8. November 1996). Übertroffen wurde Paulus nur von Barbara Schett, die sogar auf Rang 7 (13. September 1999) vorstieß und ab 2002 auch im Fed Cup Erfolge feierte: 2002 erreicht das ÖTV-Team nach einem 3:2-Sieg über die USA sogar das Final Four. Bereits 1990 war Österreich im Semifinale des Fed Cups gestanden, und 2004 wurde das Final Four durch Siege über die Slowakei und erneut über die USA abermals erreicht.

### 2005 bis heute
In der jüngeren Vergangenheit stach vor allem Jürgen Melzer hervor. 2009 feierte Melzer seinen bis dahin größten Erfolg beim Heimturnier in der Wiener Stadthalle: Er besiegte im Finale den Kroaten Marin Čilić und gewann nach Bukarest (2006) sein zweites ATP-Turnier. Darüber hinaus holte sich Melzer wenige Monate später mit Philipp Petzschner als erster Österreicher den Titel in der Doppelkonkurrenz von Wimbledon (2010). Mit dem Einzug ins Halbfinale von Paris im Juni 2010 – er unterlag dem späteren Turniersieger Rafael Nadal in drei Sätzen – feierte er seinen bisher größten Erfolg bei einem Grand Slam. Ende Oktober 2010 konnte er in der Wiener Stadthalle seinen Titel verteidigen, als er seinen Landsmann Andreas Haider-Maurer besiegte. Der vierte Titel folgte 2012 in Memphis. Noch 2011 gewann Melzer in Wimbledon im Mixed an der Seite seiner späteren Ehefrau Iveta Benešová seinen zweiten Grand-Slam-Titel. Sein dritter folgte an der Seite von Philipp Petzschner im Doppelbewerb der US Open (2011).
Im Davis Cup sicherte Melzer 2011 dem ÖTV-Team gemeinsam mit Haider-Maurer, Oliver Marach und Alexander Peya mit dem 4:1-Sieg gegen Belgien den Weiterverbleib in der Weltgruppe. In der Saison 2012 erreichte erstmals seit 1995 wieder ein österreichisches Davis-Cup-Team das Viertelfinale des Davis Cups. Mit dem 3:2-Sieg über Russland qualifizierten sich Jürgen Melzer, Andreas Haider-Maurer, Alexander Peya und Oliver Marach – bei Clemens Trimmels Premiere als Davis-Cup-Captain – für die Runde der weltbesten acht Nationen. Dort kam gegen den späteren Davis-Cup-Sieger Spanien allerdings das Aus. 2013 stieg das ÖTV-Team in die Europa/Afrika-Zone I ab und verblieb dort bis 2018.
Yvonne Meusburger und Sandra Klemenschits konnten 2013 in Bad Gastein ihr jeweils erstes WTA-Turnier gewinnen: Meusburger im Einzel, Klemenschits im Doppel. Meusburger überholte damit auch Österreichs bis dahin unangefochtene Nummer eins, Tamira Paszek. Die Vorarlbergerin hatte am 2. Juli 2005 mit ihrem Finaleinzug beim Juniorenwettbewerb von Wimbledon erstmals für internationale Aufmerksamkeit gesorgt. Drei Turniersiege konnte Paszek bisher auf ihrem Erfolgskonto verbuchen: 2012 in Eastbourne, 2010 in Quebec City und 2006 in Portoroz. Seit mehreren Jahren ist Österreich mittlerweile mit keiner Spielerin mehr unter den Top 100 der Welt vertreten. Die aktuelle Nummer eins Österreichs ist Julia Grabher, mit einer bisher Platzierung von WTA-Rang 148. Im Billie Jean King Cup schaffte man 2022, nach zwei Jahren coronabedingter Pause, in Serik als Fünfter souverän den angepeilten Klassenerhalt in der Europa/Afrika-Gruppe I.
Bei den Herren sorgte in den letzten Jahren vor allem Dominic Thiem für die Glanzlichter. Der Niederösterreicher ist seit 17. März 2014 durchwegs unter den Top 100 der Welt vertreten und erreichte am 2. März 2020 als Dritter seine bisher beste Weltranglistenplatzierung. In der Saison 2015 gewann er in Nizza, Umag und Gstaad seine ersten ATP-Turniere, derzeit hält er insgesamt bei 17 ATP-Titeln. Den bislang Letzten erzielte er bei den US Open 2020, wo er in einem dramatischen Endspiel gegen den Deutschen Alexander Zverev nach einem 0:2-Satzrückstand seinen ersten Grand-Slam-Titel holte, als bisher einziger Österreicher im Einzel neben Thomas Muster. Zudem stand Thiem bisher in drei weiteren Grand-Slam-Finals, die ersten drei hatte er dabei allesamt noch verloren: bei den French Open 2018 und 2019 und bei den Australian Open 2020.
Im Davis Cup gelang dem ÖTV-Team 2018 mit einem 5:0 gegen Weißrussland, einem 3:1 in Russland und einem 3:1 gegen Australien der Wiederaufstieg in die Weltgruppe der besten 16 Nationen. 2019 schaffte man nach einem 2:3 gegen Chile durch einen 3:2-Sieg in Finnland den Klassenerhalt. Im März 2020 qualifizierte man sich mit einem 3:1 gegen Uruguay für die Davis Cup Finals, die coronabedingt dann erst im November 2021 ausgetragen werden konnten. Österreich stellte mit Innsbruck einen der Schauplätze, verlor jedoch vor coronabedingt kurzfristig leergebliebenen Zuschauerrängen gegen Serbien mit 0:3 und gegen Deutschland mit 1:2 und schied aus. 2022 verpasste die ÖTV-Auswahl unter dem neuen Davis-Cup-Kapitän Jürgen Melzer durch ein 1:3 in Südkorea die erneute Teilnahme an den Davis Cup Finals. Am 16./17. September 2022 spielt man daheim gegen Pakistan um den Klassenerhalt in der Weltgruppe.
Der 11. April 2022 markierte zudem "einen Meilenstein für den ÖTV" (Zitat: Präsident Martin Ohneberg). Der Österreichische Tennisverband präsentierte sein neues Logo, das mit der Wiener Werbeagentur Kobza and The Hungry Eyes (KTHE) und in Zusammenarbeit mit allen neun Landesverbänden kreiert wurde. Damit will der ÖTV einen dynamischeren Außenauftritt hinlegen.

### Österreich als Doppel-Nation
Im Doppel vollzog Alexander Peya erfolgreich den Wechsel von der Einzel- zur Doppelkarriere. Mit Bruno Soares gewann er seit der Saison 2012 bislang sieben ATP-Titel und stand in vier weiteren Finals. Ihr bislang größter gemeinsamer Erfolg war der Sieg beim Masters in Kanada. Sie besiegten in Montreal das britische Duo Colin Fleming und Andy Murray mit 6:4 und 7:64. Durch diese Erfolge erreichte Peya Rang drei in der Doppel-Weltrangliste, was damals die höchste je von einem Österreicher erzielte Platzierung darstellte. Julian Knowle hatte in den Jahren zuvor bereits die US Open 2007 gewinnen können, 2004 stand er zudem in den Finals von Wimbledon und des Masters in Shanghai. Am 28. Mai 2018 wurde Oliver Marach dann gar die Nummer zwei der Doppel-Weltrangliste, nachdem er in Wimbledon 2017 und bei den French Open 2018 jeweils das Doppelfinale erreichte sowie dazwischen mit dem Kroaten Mate Pavic die Australian Open 2018 gewann.

## ÖTV-Präsidium
Im Oktober 2020 wurde Jürgen Melzer als Sportlicher Leiter des ÖTV ab 2021 präsentiert, neben Magnus Brunner als ÖTV-Präsident. Brunner übergab das Amt als Präsident des ÖTV im Jänner 2022 an Martin Ohneberg.

### ÖTV-Präsidenten der letzten Jahre
| Zeitraum   | Name            |
| ---------- | --------------- |
| seit 2022: | Martin Ohneberg |
| 2020–2022: | Magnus Brunner  |
| 2019–2020: | Christina Toth  |
| 2018–2019: | Werner Klausner |
| 2015–2018: | Robert Groß     |
| 2012–2015: | Ronnie Leitgeb  |
| 1997–2012: | Ernst Wolner    |
| 1995–1997: | Gerd Purner     |
| 1992–1995: | Rudolf Mader    |
| 1971–1992: | Theodor Zeh     |

### Die ÖTV-Generalsekretäre der letzten Jahre
| Zeitraum            | Name                             |
| ------------------- | -------------------------------- |
| seit 2. Jänner 2017 | Thomas Schweda (Geschäftsführer) |
| 2013–2017:          | Thomas Hammerl (Geschäftsführer) |
| 2004–2013:          | Peter Teuschl                    |
| 1999–2004:          | Martin Reiter                    |
| 1979–1999:          | Peter Nader                      |

## Wettbewerbe

### Österreichische Bundesliga
Der Österreichische Tennisverband ist Veranstalter der Bundesligen und 2. Bundesligen bei Damen und Herren. Hierbei wird die 1. ÖTV Bundesliga Herren zweigleisig gespielt und in einem PlayOff und Final der Österreichische Mannschaftsmeister ermittelt.

### Österreichische Meisterschaften
Der Österreichische Meister wird jährlich von der Jugend bis zu den Senioren in verschiedenen Altersklassen im Einzel, Doppel und Mixed ermittelt. Hierbei werden sowohl Meisterschaften im Winter in der Halle als auch im Sommer im Freien ausgetragen.

### Davis Cup
Zum ersten Mal spielte Österreich 1905 im Davis Cup und 74 Jahre mit einigen Unterbrechungen. Die Gesamtbilanz (Stand: 20. August 2013) steht bei 146 Einsätzen (68 Siege – 78 Niederlagen). Der Spieler mit den meisten Spielen (45 – 18) und Einzelerfolgen (36 – 8) ist Thomas Muster. Der Spieler mit den meisten Doppelsiegen (13 – 14) ist Alex Antonitsch, der gemeinsam mit Muster die meisten Doppel gewinnen konnte (9 – 7). Antonitsch spielte die meisten Davis-Cup-Begegnungen (27) und Hans Kary die meisten Jahre (14). Das beste Resultat in der langen Davis-Cup-Geschichte Österreichs war der Einzug in das Halbfinale 1990.

### Billie-Jean King Cup (vorm. Fed Cup)
Zum ersten Mal spielte Österreich 1963 im Fed Cup und 38 Jahre ohne Unterbrechungen. Die Gesamtbilanz steht bei 89 Einsätzen (38 Siege – 51 Niederlagen). Die Spielerin mit den meisten Einsätzen (39 – 27) und Einzelerfolgen (28 – 16) ist Judith Wiesner. Die Spielerinnen mit den meisten Doppelerfolgen sind Judith Wiesner (11 – 11) und Barbara Schett (11 – 5).
Wiesner spielte zudem die meisten Fed-Cup-Begegnungen (40) und die meisten Jahre (14). Die besten Resultate in der Fed-Cup-Geschichte Österreichs waren drei Mal der Einzug in das Halbfinale 1990, 2002 und 2004.
Zu Ehren von Billie Jean King wurde der Wettbewerb am 17. September 2020 durch die ITF in Billie Jean King Cup umbenannt.